# Potenza Sport Club 2008-2009
Questa voce raccoglie le informazioni riguardanti il Potenza Sport Club nelle competizioni ufficiali della stagione 2008-2009.

## Stagione
Nella stagione 2008-2009 il Potenza disputa il girone B del campionato Lega Pro di Prima Divisione, raccoglie sul campo 31 punti, ma deve scontare una penalizzazione di 3 punti ininfluenti sulla classifica, quindi con 28 punti ufficiali ottiene l'ultimo posto e retrocede in Seconda Divisione, con Juve Stabia e Pistoiese che perdono il Play-out. Non sono bastati ai rossoblù potentini il cambio di cinque allenatori sulla sua panchina, per mantenere la categoria. Nella Coppa Italia di Lega Pro il Potenza disputa il girone P di qualificazione, che ha promosso il Cosenza.

## Divise e Sponsor
Le maglie potentine sono rossoblù, con calzoncini e calzettoni blù con risvolto rosso. Lo sponsor tecnico di questa stagione è Legea.

## Rosa
| N. |                       | Ruolo | Calciatore                |
| -- | --------------------- | ----- | ------------------------- |
|    | Italia (bandiera)     | C     | Davide Arigò              |
|    | Italia (bandiera)     | A     | Salvatore Bacio Terracino |
|    | Italia (bandiera)     | C     | Matteo Berretti           |
|    | Italia (bandiera)     | C     | Andrea Cammarota          |
|    | Argentina (bandiera)  | A     | Lucas Cantoro             |
|    | Italia (bandiera)     | A     | Giuseppe Cozzolino        |
|    | Italia (bandiera)     | D     | Luigi Cuomo               |
|    | Italia (bandiera)     | C     | Patrick D'Aguanno         |
|    | Italia (bandiera)     | D     | Tommaso Dei (II)          |
|    | Spagna (bandiera)     | A     | Alfonso Delgado           |
|    | Italia (bandiera)     | D     | Fabrizio Di Bella         |
|    | Italia (bandiera)     | C     | Daniele Assante           |
|    | Italia (bandiera)     | P     | Federico Groppioni        |
|    | Mali (bandiera)       | A     | Amadou Konte              |
|    | Italia (bandiera)     | D     | Giuseppe Lolaico          |
|    | Portogallo (bandiera) | C     | José Mamede               |
|    | Italia (bandiera)     | C     | Benedetto Mangiapane      |
|    | Argentina (bandiera)  | A     | Gerardo Masini            |

| N. |                       | Ruolo | Calciatore                    |
| -- | --------------------- | ----- | ----------------------------- |
|    | Italia (bandiera)     | C     | Cataldo Montesanto            |
|    | Italia (bandiera)     | A     | Giuseppe Morfù                |
|    | Italia (bandiera)     | C     | Umberto Nappello              |
|    | Italia (bandiera)     | C     | Angelo Raffaele Nolé          |
|    | Italia (bandiera)     | D     | Giampaolo Parisi              |
|    | Italia (bandiera)     | D     | Luca Patarini                 |
|    | Italia (bandiera)     | D     | Pasquale Porcaro              |
|    | Italia (bandiera)     | C     | Felice Prevete                |
|    | Romania (bandiera)    | D     | Jonuz Florin Radu             |
|    | Italia (bandiera)     | C     | Alessandro Sabatino           |
|    | Italia (bandiera)     | C     | Vincenzo Sarno                |
|    | Italia (bandiera)     | A     | Gianluca Scardini             |
|    | Italia (bandiera)     | C     | Damiele Suppa                 |
|    | Italia (bandiera)     | P     | Andrea Tesoriero              |
|    | Portogallo (bandiera) | D     | Tiago Pires Felipe Dos Santos |
|    | Italia (bandiera)     | A     | Marco Vianello                |
|    | Italia (bandiera)     | C     | Stefano Volpe                 |